# Géo Carvalho
Geraldo da Rocha Carvalho (becenevén: Géo Carvalho; 1932. július 13. –  1986. október 18.) brazil labdarúgó, csatár.

## Pályafutása

#### Klubcsapatokban
Géo Carvalho 1932. július 13-án született a brazíliai Recife városában. Brazíliában a Recife, a Botafogo és a Palmeiras csapataiban futballozott, 1960-ban igazolt a portugál Sporting csapatához. A Sporting csapatával 1960 és 1964 között egyszer nyert portugál bajnokságot (1962) és portugál kupát (1963), valamint 1964-ben kupagyőztesek Európa-kupáját; a Sporting kupamenetelése során két alkalommal talált be (a Manchester United és az Olympique Lyonnais csapatai ellen), a Belgiumban rendezett MTK elleni döntő első mérkőzésén és az újrajátszott fináléban is végig a pályán volt. A következő évben Belgiumba szerződött, ahol az élvonalbeli RWD Molenbeek játékosa lett. 1968 és 1970 között a másodosztályú Cercle Brugge csapatában futballozott. Pályafutása végén alacsonyabb osztályú belga csapatokban futballozott. Géo Carvalho 1986. október 18-án hunyt el.

## Sikerei, díjai

### Játékosként
- Sporting CP
  - Portugál bajnok: 1961–62
  - Portugál kupagyőztes: 1962–63
  - Kupagyőztesek Európa-kupája: 1963–64